# Lysander Spooner
Lysander Spooner (född 19 januari 1808 i Worcester County i Massachusetts, död 14 maj 1887 i Boston i Massachusetts) var en amerikansk jurist, individualanarkist, slaverimotståndare och frän kritiker av statsmakten.
Lysander Spooner influerade senare anarkister, däribland Benjamin Tucker, men även anarkokapitalismen, bland annat på grund av hans avståndstagande från det statliga monopolet för postväsendet, vilket han utmanade genom att 1844 till 1851 driva ett privat postföretag, American Letter Mail Company. Lysander Spooner var medlem av Första internationalen, samt försvare av naturrätten och immateriell rätt.
I samband med att anarkistisk egoism gjorde intåg i individualanarkismen kom hans idéer i motsättning till den yngre generationen individualanarkister.
Lysander Spooner skrev i tidskriften Liberty.